# Armadillidium alassiense
Armadillidium alassiense är en kräftdjursart som beskrevs av Karl Wilhelm Verhoeff 1910. Armadillidium alassiense ingår i släktet Armadillidium och familjen klotgråsuggor. Inga underarter finns listade i Catalogue of Life.